# Black Treacle
Pour le sous-produit issu du raffinage du sucre, voir mélasse.
Singles de Arctic Monkeys
Suck It and See
(2011) R U Mine?
(2012)
Black Treacle est le quatrième single du groupe de rock indépendant Arctic Monkeys issu de l'album Suck It and See et sorti le 23 janvier 2012 en téléchargement digital et vinyle. Le single est limité à 1 500 copies.
La version vinyle contient une face B, You and I, composée par Richard Hawley et The Death Ramps, The Death Ramps étant le pseudonyme utilisé par le groupe pour la face B du single "The Hellcat Spangled Shalalala" et pour l'édition limitée de "Teddy Picker" dont les faces B étaient "Nettles" et "The Death Ramps". La face A et la face B ont elles deux un vidéo clip, celui de "Black Treacle" ayant été révélé le 5 janvier 2012 et celui de You and I le 23 janvier 2012 sur YouTube.

## Liste des pistes
| 1. | Black Treacle | Alex Turner                              | 3:35 |
| 2. | You and I     | Cook, Hawley, Helders, O'Malley, Turner, | 3:26 |

## Crédits
Arctic Monkeys
- Alex Turner - Chant, guitare solo et rythmique, chœur (piste 2)
- Jamie Cook - Guitare solo et rythmique
- Nick O'Malley - Basse, chœur
- Matt Helders - Batterie, chœur

Additional Personnel
- Richard Hawley - Chant, guitare solo et rythmique (piste 2)

## Classement
| Classement (2011-2012)                  | Meilleure position |
| --------------------------------------- | ------------------ |
| Royaume-Uni (UK Singles Chart)          | 173                |
| Royaume-Uni (UK Indie Chart)            | 21                 |
| Belgique (Flandre Ultratop 50 Singles)  | 25                 |
| Belgique (Wallonie Ultratop 50 Singles) | 38                 |